# Luigi Bertolini
Luigi Bertolini (Busalla, Génova, 13 de noviembre de 1904-Turín, 11 de febrero de 1977) fue un futbolista y director técnico italiano. Se desempeñaba en la posición de centrocampista.

## Selección nacional
Fue internacional con la selección de fútbol de Italia en 26 ocasiones. Debutó el 1 de diciembre de 1929, en un encuentro amistoso ante la selección de Portugal que finalizó con marcador de 6-1 a favor de los italianos.

### Participaciones en Copas del Mundo
| Mundial                        | Sede   | Resultado |
| ------------------------------ | ------ | --------- |
| Copa Mundial de Fútbol de 1934 | Italia | Campeón   |

## Clubes

### Como futbolista
| Club               | País   | Año       |
| ------------------ | ------ | --------- |
| Borsalino          | Italia | 1924-1925 |
| Savona F. B. C.    | Italia | 1925-1926 |
| Alessandria Calcio | Italia | 1926-1931 |
| Juventus F. C.     | Italia | 1931-1937 |
| Rapallo Ruentes    | Italia | 1937-1940 |

### Como entrenador
| Club            | País   | Año       |
| --------------- | ------ | --------- |
| Rapallo Ruentes | Italia | 1937-1940 |
| A. S. Acireale  | Italia | 1946-1947 |
| Reggina Calcio  | Italia | 1947-1948 |
| Juventus F. C.  | Italia | 1951      |
| Brescia Calcio  | Italia | 1952      |
| A. C. Cuneo     | Italia | 1952-1953 |
| Cenisia         | Italia | 1953-1955 |

## Palmarés

### Campeonatos nacionales
| Título  | Club           | País   | Año     |
| ------- | -------------- | ------ | ------- |
| Serie A | Juventus F. C. | Italia | 1931-32 |
| Serie A | Juventus F. C. | Italia | 1932-33 |
| Serie A | Juventus F. C. | Italia | 1933-34 |
| Serie A | Juventus F. C. | Italia | 1934-35 |

### Copas internacionales
| Título                 | Equipo              | País   | Año  |
| ---------------------- | ------------------- | ------ | ---- |
| Copa Mundial de Fútbol | Selección de Italia | Italia | 1934 |